# Guus Weitzel

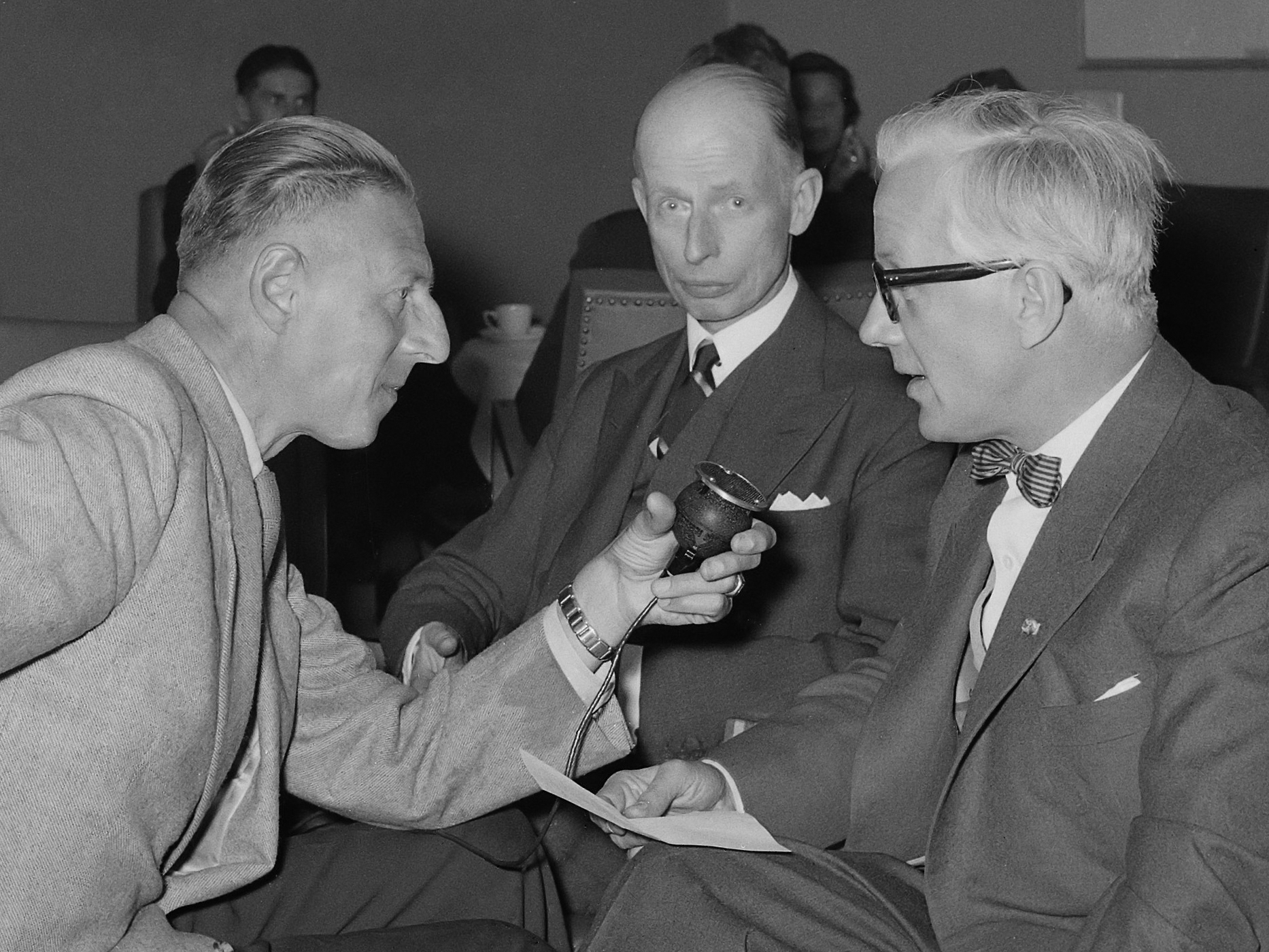
Guus Weitzel interviewt burgemeester d'Ailly (1955); in het midden politicus Eelco van Kleffens

August Wilhelm Philip (Guus) Weitzel (Teteringen, 11 mei 1904 - Hilversum, 23 november 1989) was een Nederlands radio-omroeper en verslaggever.
Weitzel begon zijn omroepcarrière in 1927 als omroeper bij de Nederlandsche Omroep-Vereeniging. Toen deze een jaar later opging in de AVRO trad hij daar in dienst, aanvankelijk op een kantoorfunctie. Maar al snel assisteerde hij directeur Willem Vogt bij het omroepen. 
Weitzel werd een bekende Nederlander door zijn presentatie van de concerten van het Concertgebouworkest en het amusementsprogramma De Bonte Dinsdagavondtrein. Tijdens de Tweede Wereldoorlog had hij een leidende functie bij de genazificeerde Nederlandsche Omroep. Dat kwam hem na de bevrijding aanvankelijk op een straf te staan, maar in hoger beroep werd hij gerehabiliteerd, toen hij kon aantonen het nodige verzetswerk te hebben gedaan.
Daarna werkte hij bij Radio Herrijzend Nederland en vanaf 1946 bij Radio Nederland Wereldomroep. Voor de Wereldomroep presenteerde hij meer dan twintig jaar het koopvaardijprogramma Het schip van de week. Ook pakte hij daar een nieuw ambacht op, dat van verslaggever. Jarenlang versloeg hij voor de Wereldomroep de belangrijkste gebeurtenissen in Nederland, zoals de Watersnood van 1953. Ook was hij gespecialiseerd in verslaggeving rond het Oranje-huis. De laatste grote reportage die hij maakte was bij de geboorte van de Nederlandse kroonprins Willem-Alexander in 1967. Twee jaar later ging Weitzel met pensioen.

## Wetenswaardigheden
- Weitzel was een kleinzoon van minister van oorlog August Willem Philip Weitzel.
- Weitzel speelde in 1939 de rol van radio-omroeper in de film Morgen gaat 't beter, waarin een deel van het verhaal speelt in het Hilversumse radio-wereldje.